# Friday Night Funkin'
Friday Night Funkin' é um jogo de ritmo gratuito e de código aberto desenvolvido por uma equipe de quatro usuários do site Newgrounds. O jogo tem um estilo semelhante a Dance Dance Revolution e PaRappa the Rapper, com uma estética que lembra os jogos em Flash populares do início a meados dos anos 2000.
O jogo gira em torno do personagem do jogador chamado Boyfriend ("namorado" em português), que tem como objetivo derrotar uma série de personagens em competições de canto e rap para poder namorar seu interesse amoroso, Girlfriend ("namorada" em português). Esse jogo não é recomendado para crianças, contendo palavrões, violência explícita, etc.

## Jogabilidade
Friday Night Funkin' é um jogo no qual o jogador deve passar de vários níveis chamados weeks ("semanas" em português), cada uma delas contendo de 1 até 3 músicas. Cada semana, o jogador enfrenta um adversário diferente.
Durante o jogo no "story mode" ("modo história" em português), o oponente cantará um padrão de notas que o jogador deve repetir usando as teclas de seta ou as teclas W, A, S e D. As músicas posteriores apresentam padrões mais complicados, com o padrão do jogador às vezes variando do oponente ou de ambos os cantores se engajando em um dueto.
Na parte inferior da tela, há uma barra que indica o desempenho do jogador. O lado esquerdo da barra é vermelho, representando o oponente. O lado direito é verde, representando o jogador. Acertar notas com sucesso aumentará o tamanho da barra do jogador, enquanto notas não-acertadas ou pressionar quando não há notas fará com que a barra do oponente se expanda. O jogador perde se a barra do oponente preencher toda a barra. O jogador ganha se sua barra sobreviver por toda a música.
Para cada semana, o jogador tem a opção de selecionar uma das três dificuldades: Easy (fácil), Normal e Hard (difícil). Conforme a dificuldade aumenta, a velocidade das setas aumenta e os padrões das setas se tornam mais complicados. A pontuação mais alta que jogador conseguiu ter uma "partida" para cada música da semana em cada dificuldade é somada e exibida no canto superior da tela de seleção da semana.
O jogador também pode jogar no modo "freeplay" ("modo livre" em português), no qual a estrutura da "semana" e quaisquer cutscenes são ignoradas e o jogador pode tocar qualquer música individual por conta própria. A pontuação máxima do jogador também aparecerá no canto superior da tela, mostrando a pontuação de cada música individualmente.

## Desenvolvimento
Ninjamuffin99 e três de seus amigos do Newgrounds (artistas Dave "Phantom Arcade" Brown e evilsk8r, bem como o compositor Isaac "Kawai Sprite" Garcia) desenvolveram inicialmente Friday Night Funkin ' como uma apresentação para a Ludum Dare 47, postando uma demonstração da semana 1 online com apenas duas músicas. A demo obteve um sucesso inesperado, levando a muitos pedidos de um jogo completo. Em resposta a isso, Ninjamuffin99 disse que já estava planejando expandir o jogo e pensar no Ludum Dare como mais um protótipo do que uma demonstração do jogo.
Ninjamuffin99 postou uma nova versão no Newgrounds (e posteriormente no Itch.io) em 1 de novembro de 2020 que adicionou uma nova tela de título, uma nova música para a Semana 1, um menu de seleção de nível, o freeplay e o story mode (modo história), um tutorial, uma nova tela de game over , um menu de pausa, um modo de depuração, ícones atualizados do Boyfriend e a semana 2. O interesse no jogo cresceu, e ele rapidamente se tornou o jogo com maior audiência nos 25 anos de história da Newgrounds. O jogo também recebeu atenção significativa por meio de tendências em plataformas como YouTube, Twitter, TikTok e Twitch. A Week 7 foi lançada exclusiva e temporariamente no Newgrounds. Por causa da quantidade de pessoas tentando jogar o jogo, o site da Newgrounds caiu por um tempo, mas voltou depois de uma atualização dos servidores. Uma nova atualização foi planejada para lançar no dia 30 de abril de 2022, mas acabou sendo adiado para uma data indeterminada. Até que no dia 30 de abril de 2024, a atualização foi lançada.
Sua trilha sonora, do compositor Kawai Sprite, está disponível gratuitamente no Bandcamp, YouTube e no Spotify.

## Comunidade deModding
Por conta do jogo ser código aberto, vários mods foram lançados, alguns deles chegando a ter mais de 5 milhões de downloads.  Alguns exemplos de mod são:
- Vs. Whitty: Definitive Edition (6M+ Downloads)

- The Full-Ass Tricky Mod (2M+ Downloads)
- Vs. Dave and Bambi: Golden Apple Edition ( Mais de 100.000 downloads)
- Literally every fnf mod ever (Vs Bob) (Mais de 700.000 downloads)

Devido a isso, o jogo terá suporte "polymod" em atualizações futuras.